# АБА сезона 1973/74.
АБА сезона 1973/74. је била седма сезона за Америчку кошаркашку асоцијацију. Сезона је почела 10. октобра 1973. Редовна сезона те године завршена је 28. марта, а нападач Њујорк нетса, Џулијус Ирвинг проглашен је за МВП-а. Плеј-оф је почео 29. марта и завршио се 10. маја 1974. године, када су Нетси победили Јута старсе у 5. утакмица од могућих седам финала, а Џулијус Ирвинг је поново проглашен за МВП плеј-офа. Тренери Кентаки колонелса и Јута старса Бејб Макарти и Џо Малини проглашени су за тренере године, а центар Сан Антонио спарса Свен Нејтер проглашен је за новајлију године.
Пре почетка сезоне, Источна дивизија се променила: Далас чапаралси су се преселили из Даласа у Сан Антонио и постали Сан Антонио спарси.
АБА и НБА су наставиле да одржавају егзибиционе предсезонске утакмице између својих тимова. АБА тимови су победили у 15 од 25 утакмица, док су НБА тимови победили 10 пута. Међу тим сусретима, најпродуктивнија је била утакмица између Њујорк нетса и Кепитол булетса, у којој су Нетси победили резултатом 127:121. Ирвинг је постигао 42 поена за Нетсе, док је Ведерспун постигао 31 поен за Булетсе.

## АБА тимови
| 1973/74. Америчка кошаркашка асоцијација |                           |                                                                                                  | |                               |
| Дивизија                                 | Екипа                     | Град                                                                                             | Арена | Капацитет                     |
| Исток                                    | Каролина кугарси          | Гринсборо, Северна Каролина Шарлот, Северна Каролина Рали, Северна Каролина                      | Гринсборо колосеум Шарлот колосеум Дортон арена                                                          | 15.000 9.605 7.610            |
| Исток                                    | Кентаки колонелси         | Луивил, Кентаки                                                                                  | Фридом хол                                                                                               | 16.664                        |
| Исток                                    | Мемфис тамси              | Мемфис (Тенеси)                                                                                  | Мид-саут колосеум                                                                                        | 10.085                        |
| Исток                                    | Њујорк нетси              | Јуниондејл (Њујорк)                                                                              | Насау ветеранс мемориал колосеум                                                                         | 13.571                        |
| Исток                                    | Вирџинија сквајерси       | Норфок (Вирџинија) Хемптон (Вирџинија) Ричмонд (Вирџинија) Сејлем (Вирџинија) Роанок (Вирџинија) | Олд Доминион јуниверзити филдхаус Хемптон колосеум Ричмонд арена Сејлем Сивик центар Роанок Сивик центар | 5.200 9.777 6.000 6.820 9.828 |
| Запад                                    | Денвер рокетси            | Денвер, Колорадо                                                                                 | Денвер аудиторијум арена                                                                                 | 6.841                         |
| Запад                                    | Индијана пејсерси         | Индијанаполис, Индијана                                                                          | Индијана стејт фарм колосеум                                                                             | 10.000                        |
| Запад                                    | Сан Антонио спарси        | Сан Антонио, Тексас                                                                              | Хемисфер арена                                                                                           | 10.146                        |
| Запад                                    | Сан Дијего конквистадорси | Сан Дијего, Калифорнија                                                                          | Петерсон гимназијум                                                                                      | 3.200                         |
| Запад                                    | Јута старси               | Солт Лејк Сити, Јута                                                                             | Солт палас                                                                                               | 12.166                        |

## Коначан поредак регуларне сезоне

### Регуларна сезона
Седма Ол-стар утакмица одиграна је 30. јануара 1974. у Норфолку. Екипа Источне дивизије победила је Западне звезде резултатом 128:112. МВП Ол-стар утакмице био је Артис Гилмор из Кентаки колонелса, који је постигао 18 поена и имао 13 скокова..
Ута = утакмице, Поб = победе, Изг = изгубљене, П% = проценат победа, ЗЛП = Заостајање за лидером у победама
| Источна дивизија |                     |     |     |     |      |     |
| #                | Екипа               | Ута | Поб | Изг | П%   | ЗЛП |
| 1                | Њујорк нетси        | 84  | 55  | 29  | 65,5 | -   |
| 2                | Кентаки колонелси   | 84  | 53  | 31  | 63,1 | 2   |
| 3                | Каролина кугарси    | 84  | 47  | 37  | 56,0 | 8   |
| 4                | Вирџинија сквајерси | 84  | 28  | 56  | 33,3 | 27  |
| 5                | Мемфис тамси        | 84  | 21  | 63  | 25,0 | 34  |

| Западна дивизија |                           |     |     |     |      |     |
| #                | Екипа                     | Ута | Поб | Изг | П%   | ЗЛП |
| 1                | Јута старси               | 84  | 51  | 33  | 60,7 | -   |
| 2                | Индијана пејсерси         | 84  | 46  | 38  | 54,8 | 5   |
| 3                | Сан Антонио спарси        | 84  | 45  | 39  | 53,6 | 6   |
| 4                | Сан Дијего конквистадорси | 84  | 37  | 47  | 44,0 | 14  |
| 5                | Денвер рокетси            | 84  | 37  | 47  | 44,0 | 14  |

## Статистички лидери сезоне

### Основни показатељи
| Индикатор   | Играч          | Тим                       | Укупно | Играч          | Тим                       | По мечу |
| ----------- | -------------- | ------------------------- | ------ | -------------- | ------------------------- | ------- |
| Поени       | Џулијус Ирвинг | Њујорк нетси              | 2299   | Џулијус Ирвинг | Њујорк нетси              | 27,4    |
| Скокови     | Артис Гилмор   | Кентаки колонелси         | 1538   | Артис Гилмор   | Кентаки колонелси         | 18,3    |
| Асистенција | Ал Смит        | Денвер рокетси            | 619    | Ал Смит        | Денвер рокетси            | 8,1     |
| Украдене    | Тед Меклејн    | Каролина кугарси          | 250    | Тед Меклејн    | Каролина кугарси          | 3,0     |
| Блокада     | Колдвел Џонс   | Сан Дијего конквистадорси | 316    | Колдвел Џонс   | Сан Дијего конквистадорси | 4,0     |

## Награде и признања
- Награда АБА за најкориснијег играча: Џулијус Ирвинг, Њујорк нетси
- Новајлија године: Свен Нејтер, Сан Антонио спарси[4]
- Тренер године: Боб Мекарти, Контаки колонелси и Џо Малони, Јута старси
- МВП плеј-офа: Џулијус Ирвинг, Њујорк нетси
- МВП утакмице свих звезда: Артис Гилмор, Кентаки колонелси[5]

| - Ол-АБА први тим - Џулијус Ирвинг, Њујорк никси, (3. пут изабран) - Џорџ Мекгинис, Индијана пејсерси, (2. пут изабран) - Артис Гилмор, Кентаки колонелси, (3. пут изабран) - Џими Џонс, Јута старси, (3. пут изабран) - Мек Келвин, Каролина кугарси, (3. пут изабран) | - Ол-АБА други тим - Вили Вајс, Јута старси, (2. пут изабран) - Ден Ајсел, Кентаки колонелси, (4. пут изабран) - Свен Нејтер, Сан Антонио спарси - Рон Бун, Јута старси - Лу Демпјер, Кентаки колонелси (4. пут изабран) | - Ол-АБА руки тим - Мајк Грин, Денвер рокетси - Лари Кенон, Њујорк нетси - Бо Ламарс, Сан Дијего конквистадоеси - Свен Нејтер, Вирџинија сквајерси - Џон Вилијамс, Њујорк нетси |